# フルトン郡 (オハイオ州)
座標: 北緯41度36分 西経84度7分 / 北緯41.600度 西経84.117度
フルトン郡（英: Fulton County）は、アメリカ合衆国オハイオ州の郡の一つである。人口は42,084人（2000年）。郡庁所在地はウォーシオンである。郡名は、蒸気船を発明したロバート・フルトンに由来する。フルトン郡はトレド都市圏に含まれる。

## 地理
アメリカ合衆国国勢調査局によると、この郡の総面積は1,055km2 (407mi2)である。
このうち1,054km2 (407mi2)が陸地、1km2 (0mi2)が水地域であり、総面積の0.09%を水地域が占めている。

### 隣接する郡
- レンアウェイ郡 (ミシガン州) (Lenawee County, Michigan) （北）
- ルーカス郡 (Lucas County) （東）
- ヘンリー郡 (Henry County) （南）
- ウィリアムズ郡 (Williams County) （西）
- ヒルズデール郡 (ミシガン州) (Hillsdale County, Michigan) （北西）

## 人口動態
2000年国勢調査で、この郡の人口は42,084人、15,480世帯、及び11,687家族が暮らしている。人口密度は40人/km2 (104人/mi2)である。15軒/km2 (40軒/mi2)の密度に16,232世帯の住宅が建っている。この郡の人種的な構成は白人95.65%、アフリカン・アメリカン0.24%、先住民0.26%、アジア0.42%、太平洋諸島系0.04%、その他の人種2.31%、及び混血1.08%、人口の5.76%はヒスパニックまたはラテン系である。
15,480世帯のうち、37.10%は18歳未満の子供と同居しており、63.20%は夫婦で一緒に生活をしている。8.20%は夫のいない女性が世帯主であり、24.50%は独身である。全世帯の21.10%は一人暮らしであり、9.40%が65歳以上である。平均世帯人数は2.69人であり、平均家族人数は3.13人である。
この郡の住民は28.30%が18歳未満の未成年、18歳以上24歳以下は7.70%、25歳以上44歳以下28.70%、45歳以上64歳以下が22.60%、65歳以上が12.70%である。
中央値年齢は36歳である。女性100人あたりに対しての男性の人数比は95.60人である。18歳以上の女性100人あたりに対しての男性の人数比は93.30人である。
この郡の一世帯ごとの平均的な収入は44,074ドルであり、家族ごとの平均的な収入は50,952ドルである。男性36,180ドルに対して女性は25,137ドルの平均的な収入である。一人当たりの収入は18,999ドルである。人口の約4.00%及び家族の5.40%は貧困線以下である。全人口のうち18歳未満の6.10%と65歳以上の4.60%は貧困線以下の生活を送っている。

## 行政
詳細はオハイオ郡政府を参照

## 自治体
都市 
- ウォーシオン (Wauseon)

 村 
| - アーチボルト (Archbold) - デルタ (Delta) - ファイエット (Fayette) - ライオンズ (Lyons) - メタモラ (Metamora) - スワントン (Swanton) |

 郡区(タウンシップ) 

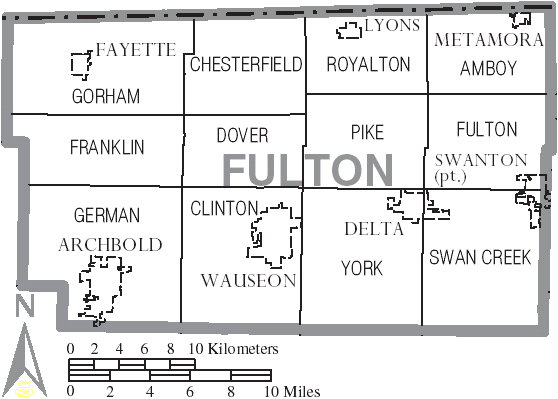
フルトン郡のコミュニティー及び郡区

| - アンボイ (Amboy) - チェスターフィールド (Chesterfield) - クリントン (Clinton) - ドーバー (Dover) | - フランクリン (Franklin) - フルトン (Fulton) - ジャーマン (German) - ゴーラム (Gorham) | - パイク (Pike) - ロイヤルトン (Royalton) - スワンクリーク (Swan Creek) - ヨーク (York) |

 他のコミュニティ 
| - アドバンス (Advance) - アイ (Ai) - アサンプション (Assumption) - Brailey - バーリントン (Burlington) - デンソン (Denson) - ダッチリッジ (Dutch Ridge) | - エックリ― (Eckley) - エルマイラ (Elmira) - インレット (Inlet) - リットン (Lytton) - オークシェード (Oak Shade) - Ottokee - ペティスヴィル (Penttisville) | - パワーズ (Powers) - スワード (Seward) - サウスデルタ (South Delta) - テッドロウ (Tedrow) - テルマ (Thelma) - Winameg - ゾーン (Zone) |

## 参照
1. ↑  “フルトン郡のデータ”.  オハイオ州立大学公開データセンター. 2007年4月28日閲覧。
2. ↑  “オハイオ州の郡のプロフィール：フルトン郡” (PDF).   オハイオ州開発局. 2007年4月28日閲覧。
3. ↑   American FactFinder, United States Census Bureau 2008年1月31日閲覧。